# Кучинотта, Мария Грация
Мари́я Гра́ция Кучино́тта (итал. Maria Grazia Cucinotta; род. 27 июля 1968, Мессина, Сицилия) — итальянская актриса, актриса озвучивания,  кинопродюсер и модель.

## Биография
В 1987 году заняла 3 место в конкурсе «Мисс Италия». Дебютировала на телевидении в 1990 году. Международную известность Мария получила после роли в фильме «Почтальон». 
В 1999 году снялась в фильме «И целого мира мало», а также появилась в серии «Изабелла» телесериала «Клан Сопрано». 
В 2005 году озвучила Франческу, невесту Сайдшоу Боба в серии «Italian Bob» мультсериала «Симпсоны». К настоящему времени снялась в 73 фильмах и телесериалах.

## Награды и номинации
- 1998 — премия «New York International Independent Film & Video Festival» в категории «Лучшая актриса в драматическом фильме» («A Brooklyn State of Mind»).
- 2005 — премия «Kineo Awards» в категории «Leo Cut Trilogy Award».
- 2005 — премия «Capri Peace Award» («Невидимые дети»).
- 2007 — премия «Capri Peace Award» («Last Minute Marocco»).
- 2012 — Премия «Серебряная лента» в категории «Best New Short Film Director» («Il maestro»).

## Избранная фильмография
| Год  |   | Русское название           | Оригинальное название      | Роль               |
| ---- | - | -------------------------- | -------------------------- | ------------------ |
| 1990 | ф | Рождественские каникулы-90 | Vacanze di Natale '90      | Арабелла           |
| 1994 | ф | Почтальон                  | Il postino                 | Беатриче Руссо     |
| 1995 | ф | День зверя                 | El día de la bestia        | Сюзанна            |
| 1998 | ф | Вторая жена                | La seconda moglie          | Анна               |
| 1999 | ф | И целого мира мало         | The World Is Not Enough    | Джульетта Да Винчи |
| 2000 | ф | По кусочкам                | Picking Up the Pieces      | Дези               |
| 2000 | ф | Всего одна ночь            | Just One Night             | Аврора             |
| 2002 | с | Салон красоты              | Il bello delle donne       | Рози Фумо          |
| 2004 | ф | Ваниль и шоколад           | Vaniglia e cioccolato      | Пенелопа           |
| 2005 | ф | Невидимые дети             | All the invisible children | бармен             |
| 2009 | ф | Морская фиалка             | Viola di mare              | Агнес              |
| 2011 | ф | Обряд                      | The Rite                   | тетя Андрия        |

## Семья
- Муж (с 1995 года) — Джулио Виолати.
  - дочь — Джулия.